# Charles Mohun (4e baron Mohun)
Charles Mohun, 4e baron Mohun (v. 1675 - 15 novembre 1712) est un homme politique anglais connu pour sa participation fréquente aux duels. Il est tué lors du célèbre duel Hamilton – Mohun à Hyde Park.

## Biographie
Mohun est le deuxième enfant de Charles, 3e baron Mohun et de son épouse Philippa, fille d'Arthur Annesley, 1er comte d'Anglesey . Son père est décédé peu de temps après sa naissance, à la suite d'un duel, et lui a laissé le domaine familial. La succession, cependant, est lourdement endettée. Pour cette raison, Mohun n'a reçu aucune éducation et est contraint de recourir au jeu afin de soutenir son train de vie somptueux.
Il épouse Charlotte Orby, petite-fille de Charles Gerard (1er comte de Macclesfield), en 1691  dans l'espoir que ce mariage allégerait une partie de sa dette. Malheureusement, il ne reçoit aucune dot pour le mariage et le couple s'est séparé peu de temps après. Après la séparation, le comportement de Mohun est devenu de plus en plus licencieux. Une dispute de jeu à la fin de 1692 a eu comme conséquence son premier duel, avec John Kennedy, 7e comte de Cassilis. Mais Mohun est surtout connu pour les événements du 9 décembre de la même année. Un ami de Mohun, un officier nommé Richard Hill, est tombé amoureux de l'actrice Anne Bracegirdle ; cependant, il se croyait, presque certainement à tort, confronté à la concurrence de l'acteur William Mountfort. Mohun et Hill tendent une embuscade à l'acteur après une représentation et, tandis que Mohun le retient, Hill le poignarde à travers la poitrine. Après la mort de Mountfort le lendemain, Hill fuit le pays. Capturé, Mohun est jugé par la Chambre des lords. Cependant, dans un verdict largement décrié, Mohun est acquitté le 6 février 1693.
Mohun rejoint l'armée peu de temps après son acquittement. Là, il sert sous Charles Gerard (2e comte de Macclesfield), l'oncle de son ancienne épouse, en France. En 1697, les Lords ont de nouveau jugé Mohun pour le meurtre de Richard Coote à la suite d'un duel sur Leicester Square. Mohun est de nouveau acquitté, bien que son ami Edward Rich (6e comte de Warwick) ait été reconnu coupable d' homicide involontaire.
Après cet incident, Mohun prend son siège à la Chambre des Lords. En 1701, il accompagne le comte de Macclesfield en mission diplomatique à Hanovre. Après la mort de Macclesfield plus tard dans l'année, Mohun vend la majeure partie de ses domaines. Il passe plus d'une décennie à défendre son héritage de prétendants rivaux, notamment James Hamilton (4e duc de Hamilton). En 1707, il devient membre du Kit-Cat Club, la principale association politique et littéraire whig de l'époque. Toujours en 1707, Mohun commence à construire sa nouvelle maison de campagne, Gawsworth New Hall.
En 1712, deux ans après que la défaite des whig lors d'une élection, le duc de Hamilton obtient le poste d'envoyé spécial à Paris. Également à cette époque, le différend juridique de Mohun avec Hamilton au sujet de son héritage de la succession Macclesfield allait mal. Peu de temps avant le départ prévu de Hamilton pour la France, Mohun le défie pour un duel qui a lieu le 15 novembre à Hyde Park. De nombreux partisans de Hamilton pensent (sur le rapport du second de Hamilton) que le duc avait été tué après avoir tué Mohun, par le second de Mohun, le général George MacCartney (général) (en). Macartney s'est enfui et a été inculpé, mais acquitté par ses pairs à son retour de France, et la conclusion est que Mohun a blessé Hamilton mortellement avant de mourir.

## Héritage
William Makepeace Thackeray a romancé les duels de Mohun dans son roman The History of Henry Esmond.
Mohun et Hamilton ont subi des blessures si horribles que le gouvernement a adopté une loi interdisant l'utilisation des seconds dans de tels duels. En conséquence, les épées ont été remplacées comme armes de choix en duel par le pistolet, ce qui a eu pour résultat des combats plus courts et moins sanglants.

## Sources
- Andrew, Donna (1980). "Le code d'honneur et ses détracteurs : l'opposition au duel en Angleterre, 1700-1850 "dans l'histoire sociale 5.3 .
- Forsythe, Robert S. (1928). A Noble Rake: la vie de Charles, quatrième seigneur Mohun; étant une étude dans le contexte historique de "Henry Esmond" de Thackeray . Cambridge, Mass, Harvard University Press.
- Kiernan, VG (1989). Le duel de l'histoire européenne: honneur et règne de l'aristocratie . Oxford, Oxford University Press.  (ISBN 0-19-285128-4)
- Stater, Victor (1999). Duke Hamilton Is Dead!: Une histoire de vie et de mort aristocratiques dans Stuart Britain London, Hill & Wang,  (ISBN 0-8090-4033-6) .
- Stater, Victor (2000). High Life, Low Morals: The Duel that Shook Stuart Society . Pimlico.
- Chisholm, Hugh, ed. (1911). "Mohun, Charles Mohun, 4e baron"   . Encyclopædia Britannica . 18 (11e éd.). La presse de l'Universite de Cambridge.
- Lee, Sidney, éd. (1894). "Mohun, Charles"   . Dictionnaire de la biographie nationale . 38 . Londres: Smith, Elder & Co.
- Kiernan, V. G. "Mohun, Charles, fourth Baron Mohun (1675?–1712)". Oxford Dictionary of National Biography (éd. En ligne). Oxford University Press. doi : 10.1093 / réf: odnb / 18881.